# Brachistus
Brachistus es un género de plantas en la familia de las Solanáceas con 55 especies descritas y de estas, solo 6 aceptadas que se distribuyen por México y Centroamérica.

## Descripción
Son arbustos, de hasta 6 m de alto, inermes; tallos delgados, acostillados, pubescencia de tricomas simples y débiles, erectos o raramente ramificados. Hojas mayormente en pares desiguales, simples, ovadas, hasta 18 cm de largo y 14 cm de ancho, ápice agudo, base obtusa o truncada y mayormente algo oblicua, enteras o sinuado lobadas, escasamente pubescentes; pecíolos mucho más cortos que las hojas, delgados. Inflorescencias fascículos con varias a numerosas flores, axilares a las hojas o en las dicotomías de las ramas, pedicelos 8–15 mm de largo, delgados, puberulentos, flores actinomorfas, 5-meras; cáliz cupuliforme, 2–3 mm de largo, puberulento, lobos apicales cortamente deltoides o alargados; corola tubular-campanulada, 7–9 mm de largo, lobada 2/3 de su longitud, glabra por fuera y por dentro excepto por anillos de pubescencia en la parte superior del tubo y en el punto de inserción de los estambres, amarillenta; filamentos insertos cerca de la parte media del tubo de la corola, puberulentos, anteras alargadas, 2–3 mm de largo, generalmente no apiculadas, basifijas, con dehiscencia longitudinal. Fruto una baya, ca 10 mm de diámetro, mayormente roja, cáliz subyacente a la baya como un plato, sin separarse; semillas numerosas, 1–1.5 mm de largo, comprimidas, con el embrión doblado alrededor de la periferia de la testa.

## Taxonomía
El género fue descrito por John Miers y publicado en Annals and Magazine of Natural History, ser. 2 3: 261. 1849. La especie tipo es: Brachistus stramoniifolius (Kunth) Miers

## Especies aceptadas
- Brachistus affinis (Morton) D'Arcy, J.L.Gentry & Averett
- Brachistus hunzikeri (D'Arcy) Sousa-Peña
- Brachistus knappiae Mont.-Castro & Sousa-Peña
- Brachistus nelsonii (Fernald) D'Arcy, J.L.Gentry & Averett
- Brachistus spruceanus (Hunz.) D'Arcy
- Brachistus stramoniifolius (Kunth) Miers - hoja peluda de México[3]